# Dimítris Christodoúlou
Dimítris Christodoúlou (grec moderne : Δημήτρης Χριστοδούλου ; Athènes, 4 avril 1924 – 5 mars 1991) est un écrivain grec, poète, chansonnier, et auteur de pièces de théâtre.

## Biographie
Il étudie à l’Ecole dramatique du Théâtre national de Grèce et à l’université Panteion d’Athènes. Il est membre de l’EAM (Front de libération nationale) durant la Seconde Guerre mondiale ; à la libération, les Anglais le retiennent prisonnier pendant trois mois au camp El Daba en Égypte. Entre 1967 et 1972, pendant la dictature des colonels en Grèce, Dimítris Christodoúlou vit à Paris.
Ses archives sont déposées à l’Institut danois d'Athènes.

## Œuvre
Nychtophylakas (Νυχτοφύλακας) est le premier poème qu’il publie en 1952, dans la revue Makedonika Grammata (Μακεδονικά Γράμματα). Christodoúlou a publié 27 ouvrages de poésie, 15 romans et nouvelles, et 13 pièces de théâtre.
Il est également l’auteur de dizaines de chansons, mises en musique par les principaux compositeurs grecs du XXe siècle : Míkis Theodorákis, Stávros Xarchákos, Mános Loḯzos, Chrístos Leontís (el), Níkos Mamangákis, Nótis Mavroudís (el), Línos Kókotos (el), Mímis Pléssas, Yórgos Zambétas et Kóstas Chatzís.

## Principales chansons
- 1962 : Kaimos (Καημός, Douleur), musique Míkis Theodorákis, interprétée par Grigóris Bithikótsis, adaptée par Claude Lemesle en français (Attendre attendre) et interprétée par Melina Mercouri
- 1970 : O Metoikos (Ο Μέτοικος, Le Métèque, adaptation en grec), musique Georges Moustaki, interprétée par Georges Dalaras, Melina Mercouri, Antónis Kaloyánnis
- 1971 : Mesogeio (Μεσόγειος, En Méditerranée), musique Georges Moustaki, interprétée par Melina Mercouri, Georges Dalaras, Víky Moscholioú (en)